# Аахен 1868
Аахен 1868 — 7-й конгресс Западногерманского шахматного союза, проходивший со 2 по 6 августа 1868 г. Организатором выступил шахматный клуб «Aachener Schachverein 1856».
Цвет фигур партнёров определялся жребием непосредственно перед партией.
По условиям турнира, ничьи должны были переигрываться (с переменой первоначального цвета фигур). Единственная переигровка состоялась в противостоянии Андерсена и Цукерторта.
В турнире был своеобразный контроль времени: считалось, что участники должны за 2 часа сделать 20 ходов (однако никаких санкций к тем, кто не уложился в лимит, не применялось).
В главном турнире принимали участие 5 шахматистов. Э. Шаллоп выбыл после 2-го тура, и его результаты были аннулированы.
К финишу первыми пришли А. Андерсен и М. Ланге. В основном турнире в личной встрече успех сопутствовал Андерсену. В дополнительной партии Ланге снова достались чёрные фигуры, тем не менее он сумел выиграть и стать победителем турнира.
Л. Паульсен присутствовал на турнире, но не пожелал играть против старшего брата. Он ограничился тем, что дал членам клуба сеанс одновременной игры вслепую с результатом +2-1=2. Другой сеанс вслепую по ходу турнира дал И. Цукерторт, однако его результат был неудачным: +2-3=0.
На турнире присутствовал фотограф, сделавший групповой снимок и портреты всех участников. Фотографии не сохранились.

## Турнирная таблица
|   | Участник           | 1 | 2 | 3 | 4 |  | Очки | Место |
| - | ------------------ | - | - | - | - |  | ---- | ----- |
| 1 | Андерсен, Адольф   |   | 1 | 0 | 1 |  | 2    | 1—2   |
| 2 | Ланге, Макс        | 0 |   | 1 | 1 |  | 2    | 1—2   |
| 3 | Паульсен, Вильфрид | 1 | 0 |   | 0 |  | 1    | 3—4   |
| 4 | Цукерторт, Иоганн  | 0 | 0 | 1 |   |  | 1    | 3—4   |
| 5 | Шаллоп, Эмиль      | 0 |   |   | 0 |  | ---- | ----  |